# Johannes Kaltenboeck
Johannes Kaltenboeck, né le 29 juin 1853 à Bozen et mort le 25 octobre 1927, est un écrivain autrichien qui fut l'auteur dans l'Empire allemand de nombreux romans populaires d'aventure, sous trois noms de plume: Max Felde, Fritz Holten et Andries van Straaden.

## Biographie
Peu d'éléments de sa vie nous sont connus si ce n'est qu'il publie régulièrement à partir de 1897 des romans destinés à la jeunesse dans la fameuse collection Der Gute Kamerad jusqu'en 1917, collection qu'il dirige après Wilhelm Speemann. Beaucoup se passent en Amérique du Nord, certains en Orient, ou comportent une intrigue policière. Il écrit aussi quelques récits patriotiques pendant la Grande Guerre pour les grandes personnes et l'on perd sa trace après 1918. Son roman, prenant comme thème le monde des aéroplanes et des premiers avions, Das Aeromobil connut un grand succès.

## Œuvre

### Sous le nom de plume de Max Felde
- Der Arrapahu (1900)
- Addy, der Rifleman (1900)
- Das Astoria-Abenteuer (1901)
- Villa Biberheim (1903)
- Der Sohn der Wälder (1905)
- Abd ur Rahman, der Muzlime (1909)
- Denkwürdige Kriegserlebnisse (1915)
- Mit vereinten Kräften (1916)
- Das Gold vom Sacramento (1917)

### Sous le nom de plume d'Andries van Straaden
- Der Depeschenreiter (1901)

### Sous le nom de plume de Fritz Holten
- Das Polarschiff (1910)
- Das Aeromobil (1912)

## Source
- (de) Cet article est partiellement ou en totalité issu de l’article de Wikipédia en allemand intitulé « Johannes Kaltenboeck » (voir la liste des auteurs).